# Antics macedonis
|  | No s'ha de confondre amb Macedonis. |

Els macedonis (grec antic: Μακεδόνες, Makedónes o Μακεδνοί, Makednói) eren els habitants de Macedònia i de les comarques properes.
Segons Heròdot portaven el nom d'un ancestre epònim, Macèdon, fill de Licàon, del qual descendien els arcadis, o de Macèdon, el germà de Magnes, fill d'Èol i d'Enàrete. Ocasionalment hom els anomenava maquetes i el país Macètia (Μακετία).
Altres vegades eren considerats un poble dòric o bé amb grans similituds amb els il·liris, però la seva llengua, l'antic macedoni, era molt diferent. Es tracta d'una llengua parenta del grec, considerada pels antics com a pròxima al tessali i l'arcadi. Algunes paraules d'origen macedoni que no apareixen al grec s'han conservat al llatí. Els antics no els consideraven autèntics grecs, però els diferenciaven dels il·liris, tracis i epirotes i els assimilaven més amb els tessalis. El 504 aC o potser el 500 aC el rei Alexandre I de Macedònia va participar en els Jocs Olímpics, on només els grecs podien participar, i la seva inclusió en els Jocs va ser impugnada per altres participants que negaven que un macedoni fos grec. L'Hel·lanòdica (el jutge dels Jocs) va examinar la seva argumentació, que es basava en que era argèada, descendent dels grecs de la polis d'Argos, i va permetre a Alexandre de participar. Alexandre va obtenir un triomf.
Els macedonis eren diverses tribus que vivien a les muntanyes o a les planes però que es distingien entre elles tot i reconèixer un origen comú (elimiotes, orestes, lincestes i altres). El nucli central dels macedonis era a Eges.